# Swiped (2025)
Swiped ist ein US-amerikanischer Spielfilm aus dem Jahr 2025 von Regisseurin Rachel Lee Goldenberg, die gemeinsam mit Bill Parker und Kim Caramele auch das Drehbuch schrieb. Die Hauptrolle übernahm Lily James als Whitney Wolfe Herd, der Mitbegründerin von Tinder und Gründerin von Bumble, die Handlung ist inspiriert von deren wahren Geschichte.

## Handlung
Die College-Absolventin Whitney Wolfe steigt in die von Männern dominierte Tech-Branche ein und bringt gemeinsam mit einer Gruppe von Entwicklern eine neuartige Dating-App auf den Markt, mit der sie das Dating revolutionieren möchte.
Tatsächlich wird Tinder ein kommerzieller Erfolg. Allerdings stellt Wolfe fest, dass die Tinder-Nutzerinnen unter zahlreichen Dickpics in der App leiden, außerdem muss sie gegen Sexismus im eigenen Unternehmen kämpfen. Sie entwickelt daher mit Bumble eine Alternative zu Tinder, bei der die Frauen mehr Kontrolle haben sollen. Ihr unternehmerischer Erfolg macht sie schließlich zur Milliardärin.

## Produktion und Hintergrund
Der Film wurde von 20th Century Studios produziert, als Produzenten fungierten Jennifer Gibgot, Andrew Panay und Lily James, Executive Producer waren Robert J. Dohrmann, Gala Gordon und Kim Caramele. Die Dreharbeiten fanden vom 15. Mai bis zum 9. Juli 2024 in Los Angeles im US-Bundesstaat Kalifornien statt.
Die Kamera führte Doug Emmett, die Musik schrieb Chanda Dancy und die Montage verantwortete Julia Wong. Das Production-Design gestaltete Hillary Gurtler, das Kostümbild Beth Morgan und den Ton Steven Morrow.

## Veröffentlichung
Ein erster Trailer erschien im August 2025. Die Premiere ist für den 9. September 2025 am Toronto International Film Festival 2025 in der Sektion Gala Presentations vorgesehen.
In den USA soll der Film auf Hulu und in Deutschland auf Disney+ jeweils am 19. September 2025 veröffentlicht werden.